# José Gonçalo Herculano de Carvalho
José Gonçalo Chorão Herculano de Carvalho (Coimbra, 19 de janeiro de 1924 — Coimbra, 26 de janeiro de 2001) foi um linguista, lusitanista e romanista português.

## Biografia
Herculano de Carvalho estudou em Lisboa entre 1941 e 1945, foi leitor de português na Universidade de Zurique entre 1946 e  1949, com Jakob Jud e Arnald Steiger, e em 1950 foi assistente da Universidade de Coimbra, onde obteve o seu doutoramento em 1953, com a obra Coisas e palavras: Alguns problemas etnográficos e linguísticos relacionados com os primitivos sistemas de debulha na Península Ibérica, e em 1958 escreveu a obra Fonologia Mirandesa, tendo-se tornado-se professor catedrático em Coimbra.

## Obras
- Lições de linguística dadas no curso de introdução aos estudos linguísticos, Coimbra, 1958–1960, 1960–1961, 1966–1967, 1969
- Bernardim Ribeiro, Menina e moça ou saudades, Coimbra, 1960, 1966 (como editor)
- Estudos linguísticos, 3.º volume, Lisboa, 1964–1984 (várias edições)
- Teoria da linguagem. Natureza do fenómeno linguístico e a análise das línguas, 2.º volume, Coimbra, 1967–1973 (várias edições)
- Pequena contribuição à história da linguística. Observações (algo tardias) a "linguística cartesiana" de Noam Chomsky, Coimbra, 1984
- Estudos de linguística portuguesa, Coimbra, 1984 (como editor, com Jürgen Schmidt-Radefeldt)